# ロイヤル・アストロノミー
ロイヤル・アストロノミー(Royal Astronomy)は、イギリスのテクノミュージシャン、マイク・パラディナスがµ-Ziq名義で1999年に発売した5枚目のアルバム。
イギリスでは1999年7月26日にハット・レコードより発売された。アメリカではアストラルワークスより7月27日、日本ではEMIミュージック・ジャパンより8月6日に発売された。

## 収録曲
1. "Scaling" スキャリング – 4:14
2. "The Hwicci Song" ウィッチー・ソング – 3:40
3. "Autumn Acid" オータム・アシッド – 3:42
4. "Slice" サイレンス – 4:41
5. "Carpet Muncher" カーペット・マーダー – 3:00
6. "The Motorbike Track" モーターバイク・トラック – 7:24
7. "Mentim" メンティム – 4:29
8. "The Fear" フィアー – 4:24
9. "Gruber's Mandolin" グラバーズ・マンドリン – 2:39
10. "World of Leather" ワールド・オブ・レザー – 4:22
11. "Scrape" スクレイプ – 1:42
12. "56" 56 – 3:47
13. "Burst Your Arm" バースト・ユア・アーム – 6:26
14. "Goodbye, Goodbye"  グッドバイ、グッドバイ – 4:11